# Tachygyna cognata
Tachygyna cognata là một loài nhện trong họ Linyphiidae.
Loài này thuộc chi Tachygyna. Tachygyna cognata được Alfred Frank Millidge miêu tả năm 1984.